# HD63975
HD63975 — хімічно пекулярна зоря спектрального класу B8, що має видиму зоряну величину в смузі V приблизно  5,1.
Вона  розташована на відстані близько 420,3 світлових років від Сонця.

## Пекулярний хімічний склад
HD63975 належить до ртутно-манганових зір й її зоряна атмосфера має підвищений вміст Hg та Mn.

## Магнітне поле
Спектр даної зорі вказує на наявність магнітного поля у її зоряній атмосфері.
Напруженість повздовжної компоненти поля оціненої з аналізу
становить  100,0± 110,0 Гаус.